# Adalbert Zajadacz
Die Adalbert Zajadacz GmbH & Co. KG ist eine Fachgroßhandlung für Elektrotechnik mit Hauptsitz in Neu Wulmstorf bei Hamburg.

## Geschichte
Das Unternehmen wurde 1932 vom Bankkaufmann Adalbert Zajadacz in Hamburg-Harburg als Elektrogroßhandlung gegründet. 1934 erfolgte der Eintrag ins Handelsregister. Während der Zeit des Nationalsozialismus ruhte das Geschäft weitestgehend. Ab 1945 erfolgte der Wiederaufbau des Geschäftsraumes sowie die Beseitigung der Kriegsschäden.
Die erste Niederlassung wurde 1949 in Celle eröffnet.
Nach dem Tod des Gründers übernahmen 1964 seine Ehefrau Zinaida und sein Sohn Michael Zajadacz die Geschäftsführung. In den folgenden Jahren wurden weitere Standorte aufgekauft oder neu eröffnet; besonders in den 1990er Jahren erweiterte die Adalbert Zajadacz GmbH ihr Niederlassungsnetz und belieferte zur Jahrtausendwende über 17 Standorte in Norddeutschland und hatte einen Kundenstamm von über 6000 Installationsbetrieben, Elektrofachhändlern und Industrieunternehmen.
Im Jahr 2000 starb Zinaida Zajadacz, ihr Sohn Michael Zajadacz übernahm die alleinige Geschäftsführung.
Im Jahr 2008 zog sich Michael Zajadacz aus gesundheitlichen Gründen aus der operativen Geschäftsführung zurück. Er blieb der Firma als Gesellschafter bis zu seinem Tod am 29. Februar 2016 erhalten.
Ende 2011 war das Niederlassungsnetzwerk auf 19 Standorte angestiegen. Das Logistikkonzept „Logistik 2013“ wurde initiiert. Die bestehende Logistik in Neu Wulmstorf wurde um einen Hallenneubau mit 6500 m² Fläche erweitert. Im Rahmen des Projekts „Logistik 2013“ entstanden 2012 u. a. eine Verschieberegalanlage und mehrstöckige Flachbodenregale mit umlaufendem, automatisiertem Transportsystem. Das Kabellager wurde auf etwa 1400 Typen erweitert. In Berlin-Wittenau entstand die 20. Niederlassung.
Am 29. Februar 2016 verstarb der Gesellschafter Michael Zajadacz.

## Unternehmensprofil
Die Adalbert Zajadacz GmbH & Co. KG beschäftigt über 700 Mitarbeiter in 28 Niederlassungen in Deutschland. Der Jahresumsatz beträgt über 450 Mio. Euro (Stand 2024).

## Elektrogroßhandlung

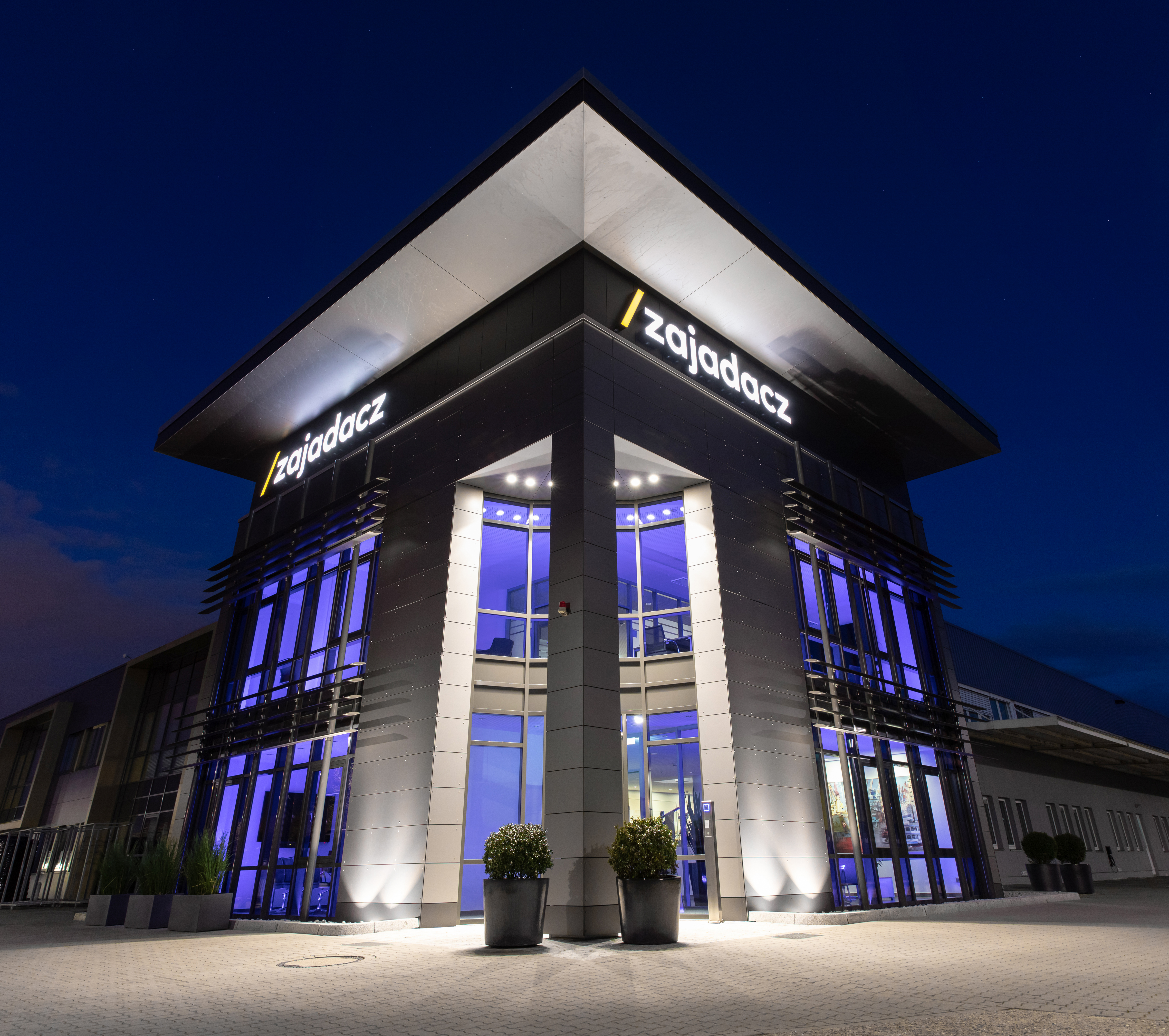
Adalbert Zajadacz GmbH & Co. KG

Der Hauptsitz der Elektrogroßhandlung befindet sich seit 1972 in Neu Wulmstorf bei Hamburg. Die Großhandlung bietet ein Elektrotechnik-Vollsortiment an und beliefert Elektroinstallateure, Industrieunternehmen, Elektrohandel, -handwerk und Baugewerke, Facility-Management, Kommunen, Behörden sowie diverse Spezialbranchen, wie z. B. IT- und Telekommunikationsdienstleister. 

## Niederlassungen
Die Standorte befinden sich in Neu Wulmstorf (Hauptsitz) und an 27 weiteren Standorten in Norddeutschland.

## Die Adalbert Zajadacz Stiftung
Die gemeinnützige Adalbert Zajadacz Stiftung wurde im Jahr 2001 von Michael A. Zajadacz, dem Sohn des Firmengründers, rechtsfähige Stiftung bürgerlichen Rechts ins Leben gerufen.